# Apanteles scutellaris
Apanteles scutellaris är en stekelart som beskrevs av Muesebeck 1921. Apanteles scutellaris ingår i släktet Apanteles och familjen bracksteklar. Inga underarter finns listade i Catalogue of Life.